# Фаргиев, Ибрагим Аюбович
Ибрагим Аюбович Фаргиев (род. 11 января 1962, с. Бамут, Ачхой-Мартановский район, Чечено-Ингушская АССР) — российский юрист, судья высшего квалификационного класса, доктор юридических наук, профессор. Судья Верховного cуда Российской Федерации. Председатель Верховного суда Республики Ингушетия с 2011 по 2022 год. Заслуженный юрист Российской Федерации (2018).

## Биография
Родился 11 января 1962 года в селе Бамут Ачхой-Мартановского района.
В 1987 году окончил Военный Краснознамённый институт по военно-юридической специальности.
В 1995 году окончил аспирантуру Московской государственной юридической академии. В 1997 году защитил кандидатскую диссертацию по теме «Уголовно-правовое значение личности и поведения потерпевшего».
В 2006 году защитил диссертацию по теме «Учение о потерпевшем в уголовном праве России» и получил учёную степень доктора юридических наук.
В 2007 году стал профессором кафедры уголовно-правовых дисциплин РАНХиГС. Также преподаёт в РГУП.
Женат, трое детей.

## Карьера
С 1987 по 1998 год был членом военного трибунала (позднее — суда) Хабаровского гарнизона Дальневосточного военного округа.
В 1998 году назначен судьей военного суда Северо-Кавказского военного округа. В 1999 году был назначен председателем судебного состава Северо-Кавказского окружного военного суда.
В 2005 году был назначен заместителем председателя Северо-Кавказского окружного военного суда.
В 2008 году был удостоен звания «Почётный работник судебной системы».
2 февраля 2011 года Ибрагим Аюбович был назначен председателем Верховного суда Республики Ингушетия. В 2017 году был повторно назначен на ту же должность.
В 2015 году возглавлял делегацию российских судей в КНР.
В 2016 году был в составе представительной делегации Республики Ингушетия в Саудовской Аравии.
В декабре 2016 года на IX Всероссийском съезде судей избран членом Совета судей Российской Федерации и Высшей экзаменационной комиссии по приёму квалификационного экзамена на должность судьи.
В 2017 году был награждён высшей наградой Республики Ингушетия — «Орденом за заслуги».
В 2018 году ему присвоено почётное звание «Заслуженный юрист Российской Федерации».
В 2022 году постановлением Совета Федерации Федерального Собрания Российской Федерации от 14 декабря 2022 года № 590-СФ назначен на должность судьи Верховного Суда Российской Федерации.

## Резонансные дела
В 2003 году работал над делом о катастрофе Ми-26 в Чечне.
В 2010 году вынес решение по делу о шпионаже грузинского разведчика Зазы Херкеладзе.

## Научные работы
Автор более 160 научных работ, среди которых:
- Фаргиев И. А., Улезько С. И. Объект преступления в уголовном праве. — Ростов-на-Дону: РГЭУ, 2001.
- Фаргиев И. А. Преступления против военной службы. // Комментарий к Уголовному кодексу Российской Федерации с постатейными материалами и судебной практикой. — Ростов-на-Дону: МарТ, 2002.
- Фаргиев И. А. Статус потерпевшего от преступления в уголовном праве. — Ростов-на-Дону: Изд. РГУ, 2004.
- Фаргиев И. А. Уголовно-правовые и криминологические основы учения о потерпевшем. / Под. ред. проф. А. И. Чучаева. — СПб.: Изд-во Р. Асланова, 2009. — 336 с. ISBN 978-5-94201-552-7
- Улезько С. И., Фаргиев И. А. Уголовное право. Общая часть: Учебник. — Ростов-на-Дону, 2010.
- Фаргиев И. А. Комментарий к Уголовному кодексу Российской Федерации (постатейный). / Под. ред. проф. А. И. Чучаева. — М.: Контракт, 2012.
- Подройкина И. А., Серёгина Е. В., Улезько С. И., Фаргиев И. А. Уголовное право. В 2 т. Общая и Особенная части. — М.: Юрайт, 2012.